# Cheilanthes agetae
Cheilanthes agetae là một loài thực vật có mạch trong họ Adiantaceae. Loài này được (Saiki) C.M. Kuo miêu tả khoa học đầu tiên năm 1985.